# 五叶赤瓟
五叶赤瓟（学名：Thladiantha hookeri var. pentadactyla）为葫芦科赤瓟属下的一个变种。

## 形态特征
叶通常为鸟足状5小叶，少数有指状7小叶，小叶片狭长圆形、宽披针形或披针形，中间1枚长8-15厘米，宽1.5-3厘米，其余的较小。雄花一般3-5朵生于花序上或稀单生，花梗丝状，长3-6厘米，花较大，花冠裂片长1.5-2厘米。

## 扩展阅读
- 維基物種上的相關：五叶赤瓟